# Загребелля (Гребінківська міська громада)
Загребе́лля — село в Україні, у Гребінківській міській громаді Лубенського районі Полтавської області. Населення становить 244 осіб.

## Географія
Село Загребелля розташоване на правому березі річки Гнила Оржиця, вище за течією примикає село Оржиця, нижче за течією на відстані 1 км розташоване село Гулаківка, на протилежному березі — місто Гребінка та село Корніївка. Поруч проходить залізниця, пасажирський зупинний пункт Оржиця (за 1 км).

## Історія

Меморіальний комплекс

Село Загребелля має спільну історію з Городищем, до складу якого воно входило до 30 вересня 1958 року, коли основна частина Городища була приєднана до міста Гребінки.
З іншої частини Городища, яку в народі весь час називали Загребеллям, а у матеріалах перепису населення 1939 року навіть була виділена в окремий хутір та під такою ж назвою утворене село Загребелля, яке було підпорядковане до Слободо-Петрівської сільської ради.
Станом на 1959 рік в селі налічувалося 407 осіб, у 1972 році — 313, у 1990 році — 284, у 2012 році населення становило 244 особи.
12 червня 2020 року, відповідно до розпорядження Кабінету Міністрів України № 721-р  «Про визначення адміністративних центрів та затвердження територій територіальних громад Полтавської області», село увійшло до складу Гребінківської міської громади.
17 липня 2020 року, в результаті адміністративно-територіальної реформи та ліквідації Гребінківського району, село увійшло до складу Лубенського району.